# Eleutherodactylus acmonis
Espèce
Statut de conservation UICN

 EN B1ab(iii) : En danger
Eleutherodactylus acmonis est une espèce d'amphibiens de la famille des Eleutherodactylidae.

## Répartition
Cette espèce est endémique de la province de Guantánamo à Cuba. Elle se rencontre entre 30 et 1 150 m d'altitude. dans le Yunque de Baracoa.

## Description
Les femelles mesurent jusqu'à 25 mm.

## Publication originale
- Schwartz, 1960 : Nine new Cuban frogs of the genus Eleutherodactylus. Science Publishers Reading Public Museum Art Gallery, vol. 11, p. 1-50.